# Colby Covington
Colby Covington (Clovis, California; 22 de febrero de 1988) es un artista marcial mixto estadounidense que actualmente compite en la categoría de peso wélter de Ultimate Fighting Championship (UFC), donde ha sido Campeón Interino de Peso Wélter de UFC. Desde el 27 de agosto de 2024, está en la posición #6 del ranking de peso wélter de UFC.

## Primeros años
Covington nació en Clovis, California y se trasladó con su familia a Springfield, Oregón a la edad de 11 años. Covington luchó en Thurston High School, ganando el campeonato estatal en su último año. Covington fue a Iowa Central Community College, donde ganó el título nacional de 165 libras como un verdadero estudiante de primer año. Su compañero de habitación en ese momento era el futuro campeón de UFC, Jon Jones. Las cuestiones personales extraoficiales obligaron a Covington a mudarse de nuevo a Oregón, donde se matriculó en la Oregon State University. Covington fue condecorado como un Beaver, convirtiéndose en un All-American, dos veces campeón de Pac-10 y terminando quinto en el torneo de la NCAA de 2011.

## Carrera de artes marciales mixtas
Después de un breve período en el circuito amateur de MMA de Oregón, Covington se mudó al sur de Florida para entrenar en el American Top Team. Se convirtió en profesional en 2012, compilando un récord de 5-0 antes de firmar con el UFC en el verano de 2014.

### Ultimate Fighting Championship
Covington hizo su debut promocional contra Anying Wang el 23 de agosto de 2014 en UFC Fight Night: Bisping vs. Le. Ganó la pelea por sumisión debido a golpes en los últimos segundos del primer asalto.
Covington enfrentó a Wagner Silva el 8 de noviembre de 2014, en UFC Fight Night: Shogun vs. Saint Preux. Ganó la pelea por sumisión en el tercer asalto.
Covington enfrentó a Mike Pyle el 23 de mayo de 2015 en el UFC 187, siendo el reemplazo de Sean Spencer por lesión. Ganó la pelea por decisión unánime.
Covington enfrentó a Warlley Alves el 12 de diciembre de 2015 en UFC 194. Perdió la pelea por sumisión en el primer asalto.
Se esperaba que Covington enfrentara a Álex García el 18 de junio de 2016 en UFC Fight Night: MacDonald vs. Thompson. Sin embargo, García fue retirado de la pelea el 10 de junio por razones no reveladas y fue reemplazado por Jonathan Meunier. Covington ganó la pelea por sumisión en el tercer asalto.
Covington enfrentó a Max Griffin el 20 de agosto de 2016 en UFC 202. Ganó la pelea por TKO en el tercer asalto.
Covington enfrentó a Bryan Barberena el 17 de diciembre de 2016 en UFC on Fox: VanZant vs. Waterson. Ganó la pelea por decisión unánime.
Covington enfrentó a Dong Hyun Kim el 17 de junio de 2017 en UFC Fight Night: Holm vs. Correia. Ganó la pelea por decisión unánime.
Covington enfrentó a Demian Maia el 28 de octubre de 2017 en UFC Fight Night: Brunson vs. Machida. Ganó la pelea por decisión unánime de manera dominante, con una de las tarjetas de puntuaciones de 30-26. Tras el combate, provocó al campeón Tyron Woodley. Su entrevista posterior a la pelea generó cierta controversia ya que llamó a Brasil un "basurero" y se refirió a la multitud brasileña como "animales inmundos".

#### Campeonato Interino de Peso Wélter de UFC

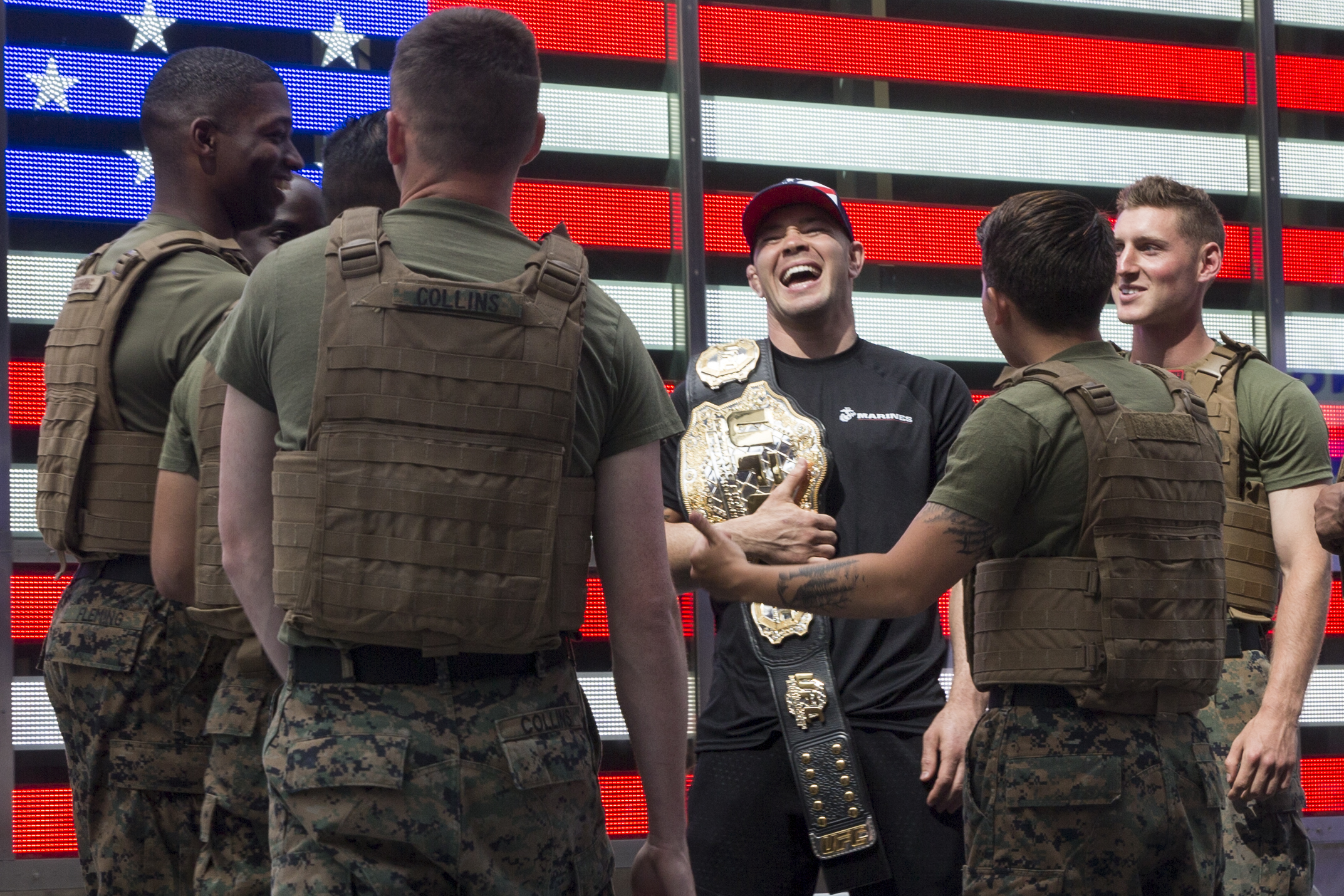
Covington con el Campeonato Interino de peso Wélter de UFC en 2019

Covington enfrentó a Rafael dos Anjos el 9 de junio de 2018 en el UFC 225 por el Campeonato Interino de Peso Wélter de UFC. Ganó la pelea por decisión unánime.
Covington enfrentó a Robbie Lawler el 3 de agosto de 2019 en UFC on ESPN 5. Ganó la pelea por decisión unánime.
Colby enfrentó a Kamaru Usman por el Campeonato Mundial de Peso Wélter de UFC el 14 de diciembre de 2019 en UFC 245. Perdió la pelea por TKO pero la pelea lo hizo merecedor del premio de Pelea de la Noche.
Covington encabezó UFC Fight Night: Covington vs. Woodley contra su rival de mucho tiempo Tyron Woodley el 19 de septiembre de 2020. Después de dominar a su oponente durante cuatro asaltos, la pelea fue declarada nocaut técnico a favor de Colby, cuando Woodley sufrió una lesión en las costillas.
Covington tuvo una revancha con Kamaru Usman por el Campeonato Mundial de Peso Wélter de UFC el 6 de noviembre de 2021 en UFC 268.  A pesar de una pelea cerrada, Covington perdió por decisión unánime.
Covington enfrentó a Jorge Masvidal el 5 de marzo de 2022 en UFC 272. Ganó la pelea por decisión unánime. Esta pelea lo hizo merecedor de su segundo premio de Pelea de la Noche.
Covington enfrentó a Leon Edwards por el Campeonato Mundial de Peso Wélter de UFC el 16 de diciembre de 2023, en UFC 296. Perdió la pelea por decisión unánime.
Covington reemplazará a Ian Garry, para enfrentar a Joaquin Buckley el 14 de diciembre de 2024, en UFC on ESPN 63.

## Estilo de pelea
Siendo un All-American de la División I de la NCAA y un dos veces campeón Pac-10 como luchador colegial, Covington usa fuertemente su wrestling y grappling en artes marciales mixtas. Apunta a derribar a sus oponentes y controlarlos en el suelo, donde busca aplicar golpe a rás de lona o sumisiones. Covington es reconocido por su gran cardio y su capacidad de mantener un ritmo intenso en peleas de cinco asaltos.
Mientras está de pie, Covington principalmente pelea en una guardia zurda, y su striking emplea un arsenal de golpes y patadas. Suele sobreextender su golpes a próposito para transicionar del striking a un intento de derribo. Su juego de pie se enfoca en el volumen de golpes y la presión. En su victoria sobre  Robbie Lawler en 2019, Covington lanzó 541 golpes, el cual fue un récord de UFC hasta que fue sobrepasado por Max Holloway en su pelea contra Calvin Kattar en 2021.

## Imagen pública

### Política

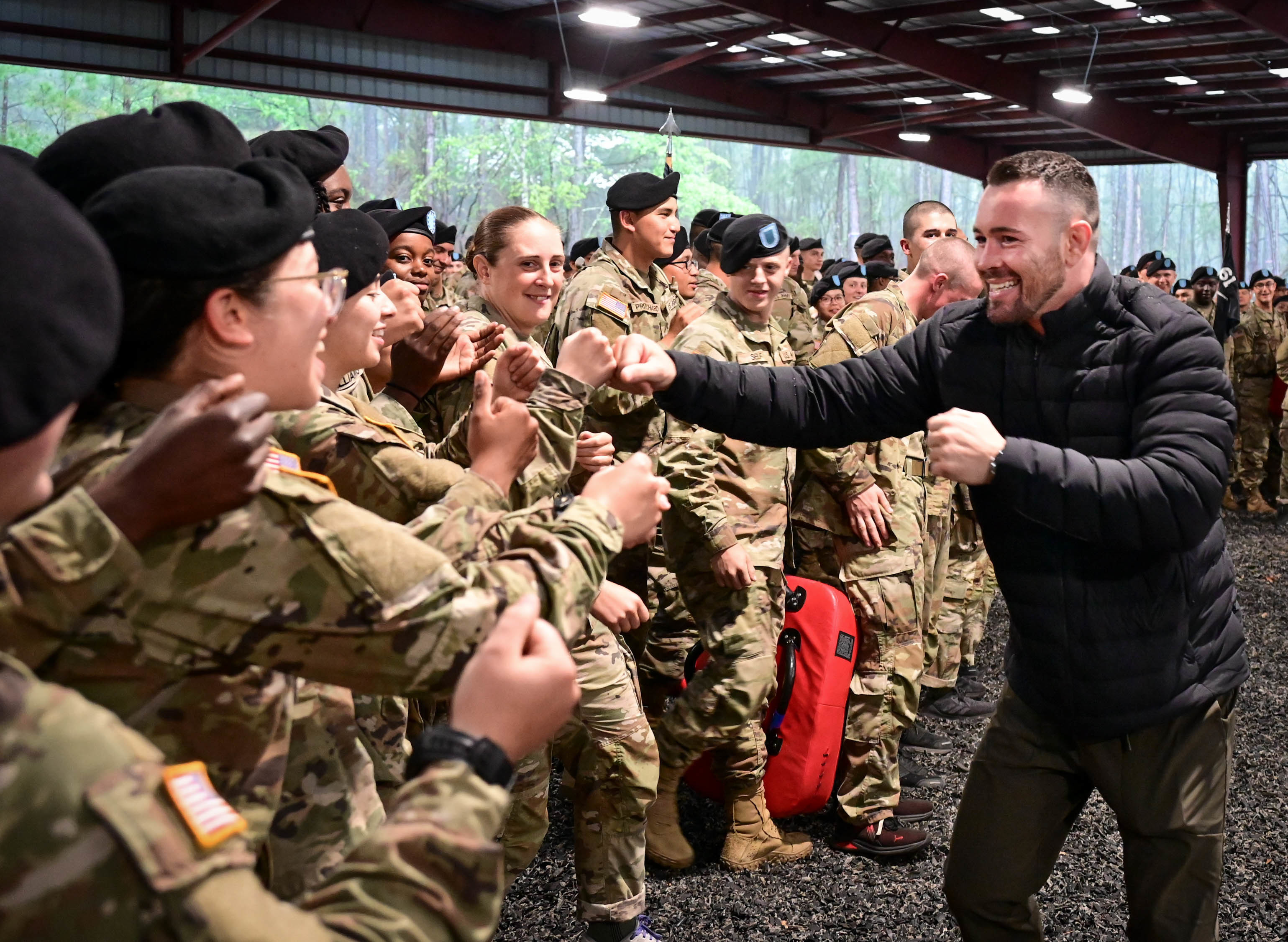
Covington con soldados del Ejército de los Estados Unidos en 2022

Covington es un abierto partidario del Partido Republicano y del presidente Donald Trump. Luego de ganar el Campeonato Interino de Peso Wélter de UFC, declaró que quería visitar a Trump en la Casa Blanca para presentarse con el título, lo que hizo el 2 de agosto de 2018. Trump llamó por teléfono a Covington durate la entrevista posterior a la pelea luego de su victoria sobre Tyron Woodley.  Covington dedicó su victoria sobre Woodley a los first responders y a las fuerzas armadas y criticó a Black Lives Matter. Woodley había expresado su apoyo a Black Lives Matter previo a la pelea.

## Linaje de instrucción
Kano Jigoro → Tomita Tsunejiro → Mitsuyo Maeda → Carlos Gracie → Reyson Gracie → Osvaldo Alves → Daniel Valverde → Colby Covington

## Campeonatos y logros

### Artes marciales mixtas
- Ultimate Fighting Championship

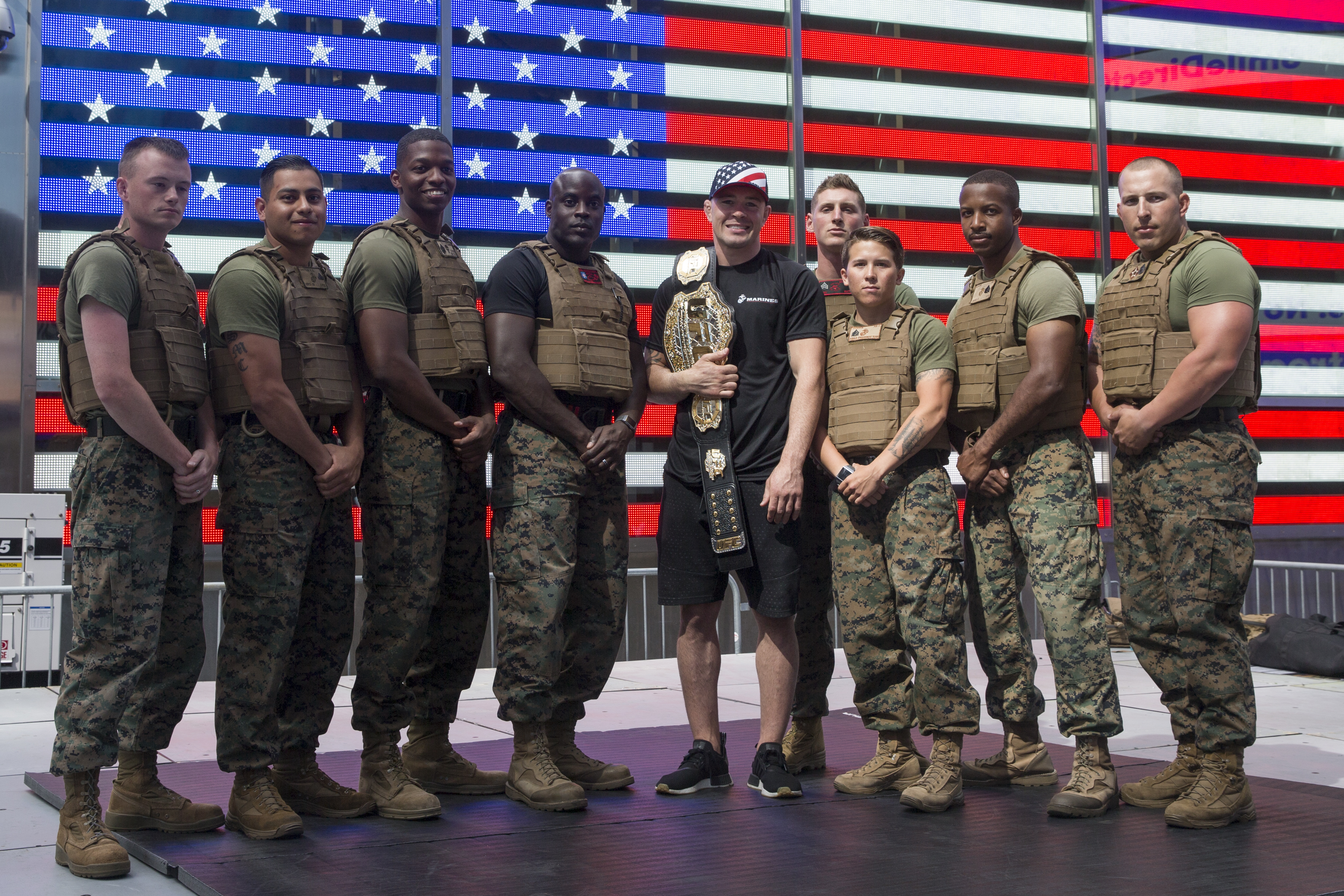
Covington con su Campeonato Interino de Peso Wélter de UFC en 2019

  - Campeonato Interino de Peso Wélter de UFC (Una vez)
  - Pelea de la Noche (Dos veces) vs. Kamaru Usman y Jorge Masvidal[36][37]
  - Mayor contidad de golpes significativos conectados en una pelea de peso wélter de UFC (179) (vs. Robbie Lawler)[38]
    - Mayor cantidad de golpes lanzados en una pelea de peso wélter de UFC (515) (vs. Robbie Lawler)[38]
    - Mayor cantidad de golpes totales lanzados en una pelea de peso wélter de UFC (541) (vs. Robbie Lawler)[38]

  - Segunda mayor cantidad de derribos conectados en la historia de la división de peso wélter de UFC (69)[39]
  - Tercera mayor cantidad de tiempo de control en la historia de la división de peso wélter de UFC (2:01:25)[39]
  - Quinta mayor cantidad de golpes totlaes conectados en la historia de la división de pes wélte de UFC[39]

### Grappling
- FILA
  - Campeonato Mundial de Grappling en No-Gi de 77 kg de FILA – (medalla de oro) (2013)

### Lucha amateur
- National Collegiate Athletic Association
  - All-American de la División I de la NCAA desde la Universidad Estatal de Oregón (2011)[40]
  - Campeonato de Conferencia de 174 lb de Pac-10 desde la Universidad Estatal de Oregón (2010, 2011)[41]
- National Junior College Athletic Association
  - Campeonato Nacional de 165 lb de la NJCAA desde el Colegio Comunitario Central de Iowa (2007)[42]
  - All-American de la NJCAA desde el Colegio Comunitario Central de Iowa (2007)[43]
- Oregon State Activities Association
  - Campeonato Estatal de 171 lb OSAA desde la Escuela Secundaria de Thurston (2006)[44]

## Récord en artes marciales mixtas
| Récord profesional | Récord profesional | Récord profesional |
| 22 peleas          | 17 victorias       | 5 derrotas         |
| ------------------ | ------------------ | ------------------ |
| Nocaut             | 4                  | 2                  |
| Sumisión           | 4                  | 1                  |
| Decisión           | 9                  | 2                  |

| Resultado | Récord | Oponente         | Método                             | Evento                                  | Fecha                    | Asalto | Tiempo | Localización             | Notas                                                       |
| --------- | ------ | ---------------- | ---------------------------------- | --------------------------------------- | ------------------------ | ------ | ------ | ------------------------ | ----------------------------------------------------------- |
| Derrota   | 17-5   | Joaquin Buckley  | TKO (parada médica)                | UFC on ESPN: Covington vs. Buckley      | 14 de diciembre de 2024  | 3      | 4:42   | Tampa, Florida           |                                                             |
| Derrota   | 17–4   | Leon Edwards     | Decisión (unánime)                 | UFC 296                                 | 16 de diciembre de 2023  | 5      | 5:00   | Las Vegas, Nevada        | Por el Campeonato de Peso Wélter de UFC.                    |
| Victoria  | 17–3   | Jorge Masvidal   | Decisión (unánime)                 | UFC 272                                 | 5 de marzo de 2022       | 5      | 5:00   | Las Vegas, Nevada        | Pelea de la Noche.                                          |
| Derrota   | 16–3   | Kamaru Usman     | Decisión (unánime)                 | UFC 268                                 | 6 de noviembre de 2021   | 5      | 5:00   | Las Vegas, Nevada        | Por el Campeonato de Peso Wélter de UFC.                    |
| Victoria  | 16–2   | Tyron Woodley    | TKO (lesión de costilla)           | UFC Fight Night: Covington vs. Woodley  | 19 de septiembre de 2020 | 5      | 1:19   | Las Vegas, Nevada        |                                                             |
| Derrota   | 15–2   | Kamaru Usman     | TKO (golpes)                       | UFC 245                                 | 14 de diciembre de 2019  | 5      | 4:10   | Las Vegas, Nevada        | Por el Campeonato de Peso Wélter de UFC. Pelea de la Noche. |
| Victoria  | 15–1   | Robbie Lawler    | Decisión (unánime)                 | UFC on ESPN: Covington vs. Lawler       | 3 de agosto de 2019      | 5      | 5:00   | Newark, Nueva Jersey     |                                                             |
| Victoria  | 14–1   | Rafael dos Anjos | Decisión (unánime)                 | UFC 225                                 | 9 de junio de 2018       | 5      | 5:00   | Chicago, Illinois        | Ganó el Campeonato Interino de Peso Wélter de UFC.          |
| Victoria  | 13–1   | Demian Maia      | Decisión (unánime)                 | UFC Fight Night: Brunson vs. Machida    | 28 de octubre de 2017    | 3      | 5:00   | São Paulo, Brasil        |                                                             |
| Victoria  | 12–1   | Dong Hyun Kim    | Decisión (unánime)                 | UFC Fight Night: Holm vs. Correia       | 17 de junio de 2017      | 3      | 5:00   | Kallang, Singapur        |                                                             |
| Victoria  | 11–1   | Bryan Barberena  | Decisión (unánime)                 | UFC on Fox: VanZant vs. Waterson        | 17 de diciembre de 2016  | 2      | 5:00   | Sacramento, California   |                                                             |
| Victoria  | 10–1   | Max Griffin      | TKO (golpes)                       | UFC 202                                 | 20 de agosto de 2016     | 3      | 2:18   | Las Vegas, Nevada        |                                                             |
| Victoria  | 9–1    | Jonathan Meunier | Sumisión (rear naked choke)        | UFC Fight Night: MacDonald vs. Thompson | 18 de junio de 2016      | 3      | 0:54   | Ottawa, Ontario          |                                                             |
| Derrota   | 8–1    | Warlley Alves    | Sumisión (guillotine choke)        | UFC 194                                 | 12 de diciembre de 2015  | 1      | 1:26   | Las Vegas, Nevada        |                                                             |
| Victoria  | 8–0    | Mike Pyle        | Decisión (unánime)                 | UFC 187                                 | 23 de mayo de 2015       | 3      | 5:00   | Las Vegas, Nevada        |                                                             |
| Victoria  | 7–0    | Wagner Silva     | Sumisión (rear naked choke)        | UFC Fight Night: Shogun vs. Saint Preux | 8 de noviembre de 2014   | 3      | 3:26   | Uberlândia, Brasil       |                                                             |
| Victoria  | 6–0    | Anying Wang      | TKO (sumisión a golpes)            | UFC Fight Night: Bisping vs. Le         | 23 de agosto de 2014     | 1      | 4:50   | Macau, China             | Debut en UFC.                                               |
| Victoria  | 5–0    | Jay Ellis        | Sumisión (arm-triangle choke)      | AFC 21: The Return                      | 16 de mayo de 2014       | 1      | 2:49   | Hollywood, Florida       |                                                             |
| Victoria  | 4–0    | Jose Caceres     | Decisión (unánime)                 | CFA 12: Sampo vs. Thao                  | 12 de octubre de 2013    | 3      | 5:00   | Coral Gables, Florida    |                                                             |
| Victoria  | 3–0    | Jason Jackson    | Decisión (unánime)                 | Fight Time 10: It's Personal            | 22 de junio de 2012      | 3      | 5:00   | Fort Lauderdale, Florida |                                                             |
| Victoria  | 2–0    | David Hayes      | Sumisión (arm-triangle choke)      | Fight Time 9: MMA Explosion             | 27 de abril de 2012      | 2      | 1:42   | Fort Lauderdale, Florida |                                                             |
| Victoria  | 1–0    | Chris Ensley     | TKO (sumisión a lesión de rodilla) | Midtown Throwdown 3                     | 11 de febrero de 2012    | 1      | 1:21   | Eugene, Oregón           |                                                             |

## Peleas en Pay-per-view
| N.º | Evento  | Pelea                  | Fecha                   | Recinto               | Ciudad                                 | Compras de PPV |
| --- | ------- | ---------------------- | ----------------------- | --------------------- | -------------------------------------- | -------------- |
| 1.  | UFC 245 | Usman vs. Covington    | 14 de diciembre de 2019 | T-Mobile Arena        | Las Vegas, Nevada, United States       | No Revelado    |
| 2.  | UFC 268 | Usman vs. Covington 2  | 6 de noviembre de 2021  | Madison Square Garden | New York City, New York, United States | 700.000        |
| 3.  | UFC 272 | Covington vs. Masvidal | 5 de marzo de 2022      | T-Mobile Arena        | Las Vegas, Nevada, United States       | No Revelado    |
| 4.  | UFC 296 | Edwards vs. Covington  | 16 de diciembre de 2023 | T-Mobile Arena        | Las Vegas, Nevada, United States       | No Revelado    |